# Pedra Furada (Almargem do Bispo)
Pedra Furada é uma localidade portuguesa localizada na freguesia de Almargem do Bispo, Pero Pinheiro e Montelavar, em Sintra. Compõe-se de um conjunto de casarejos cujo núcleo se dá ao longo da Avenida do Lapiás, centrando-se no cruzamento desta com a Avenida de Roma. É atravessada pela Linha do Oeste, contando com um apeadeiro na localidade. As suas festas realizam-se em agosto. Tem a seu noroeste a aldeia de Anços, a oeste a aldeia de Maceira, a sudoeste a Granja dos Serrões, a sul o Casal do Urmal e a leste Alfouvar.
Possui, à semelhança de toda a região, uma forte tradição industrial sobretudo focada na exploração dos recursos minerais por ela existentes, estando rodeada de pedreiras, e inserindo-se nas zonas de interesse geológico dos Campos de Lapiás de Granja dos Serrões e de Negrais, geomonumentos considerados como sítios classificados.